# Đồng Tiến, Quỳnh Phụ
Đồng Tiến là một xã thuộc huyện Quỳnh Phụ, tỉnh Thái Bình, Việt Nam.
Xã Đồng Tiến có diện tích 9,72 km², dân số năm 1999 là 9448 người, mật độ dân số đạt 972 người/km².